# Herve
Herve (in vallone Heve) è una città del Belgio, facente parte della Comunità francofona del Belgio, situata nella Regione Vallonia, nella provincia di Liegi, a 8 km in linea d'aria da Verviers e a 17 km da Liegi. Questa città è considerata come la capitale del Pays de Herve.
Il nome di Herve sembra derivare da "Arvia" che significa "corso d'acqua". Il nome verrebbe dunque da un ruscello, del quale ora non resta che un rigagnolo, l'Hack (Hac).
Il comune contava al 1º gennaio 2006 16.772 abitanti per una superficie di 56,98 km².
Centro principale del Pays de Herve, è nota per il suo formaggio (Fromage de Herve) che è Denominazione di origine protetta (AOP) dal 1996 e la sua "Cavalcade" il lunedì di Pasqua.

## Storia
38 civili uccisi e 300 case distrutte dal 39º e dal 16º reggimento dell'armata imperiale tedesca l'8 agosto 1914, durante il periodo delle atrocità commesse all'inizio dell'invasione.

## La chiesa

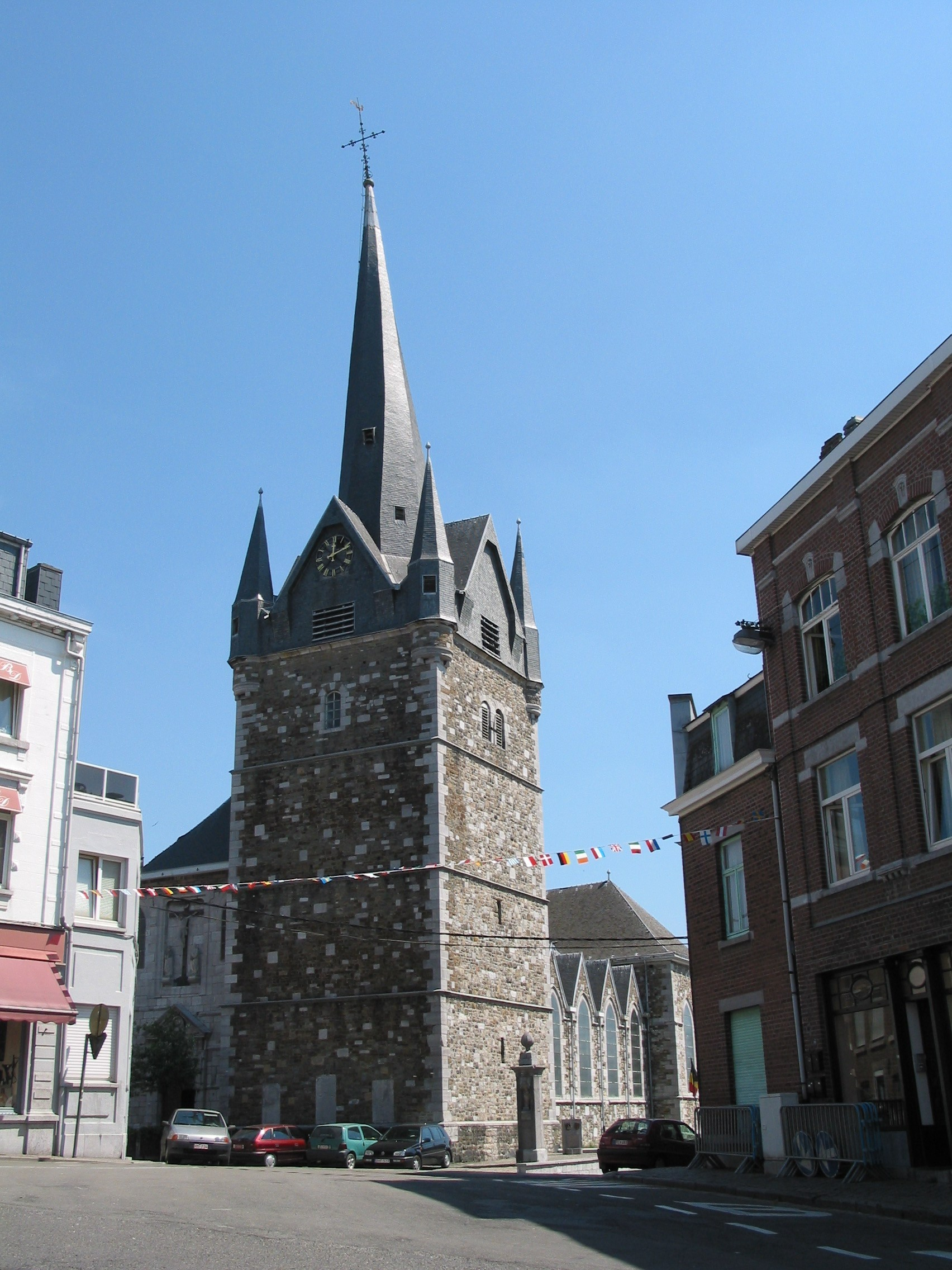
La chiesa di San Giovanni Battista

La chiesa di San Giovanni Battista è stata costruita nel XVII secolo. La torre, di un'altezza di 49 metri, data invece del XIII secolo. Il campanile ha la particolarità di essere ricurvo, per offrire una maggiore resistenza al vento.
Il cimitero, che si trovava in origine nei pressi della chiesa, è stato spostato in un primo tempo in Place Albert nel 1855 e poi verso la route de Soumagne nel 1928.
La chiesa è un monumento riconosciuto dal 15 marzo 1934.

## Folklore locale

### LaCavalcade
La cavalcata ha luogo tutti gli anni, il Lunedì di Pasqua, dal 1880. All'inizio, si trattava di una parata di cavalli, da cui il nome "Cavalcade".  Attualmente, è un grande corteo composto di armonie, di carri e di gruppi folcloristici che sfilano nelle strade di Herve durante il pomeriggio del Lunedì di Pasqua.

### La Processione delCinquême
(Lunedì di Pentecoste)

### Fiera di San Leonardo(Foire Saint-Léonard)
(6 novembre)

## Le sei fontane (Les Six Fontaines)
Le Six Fontaines, in vallone Lu Six Batches, è una costruzione composta di 6 vasche di pietra. Ogni vasca ha la propria particolarità:
- Lu batch à djvas : abbeverare i cavalli
- Lu batch à pourcès : lavaggio dei maiali
- Lu grand batch : per le lavandaie
- Lu p'tit batch : pulire le viscere
- Lu reû batch : per gli usi domestici
- Lu batch Lecomte : la migliore acqua. Il nome viene da una famiglia di Herve, i Lecomte, che non beveva che questa acqua. Inoltre, l'acqua di questa vasca se trasformerebbe in vino la sera di Natale, ma questo porterebbe sfortuna a chiunque ne bevesse.

## Gastronomia
Il territorio comunale è terra di produzione del formaggio Limburger.

## Composizione del comune
Herve è attualmente composto da 11 villaggi: Battice, Bolland, Bruyères, Chaineux, Charneux, Grand-Rechain, Herve, José, Julémont, Manaihant e Xhendelesse.

## Galleria d'immagini

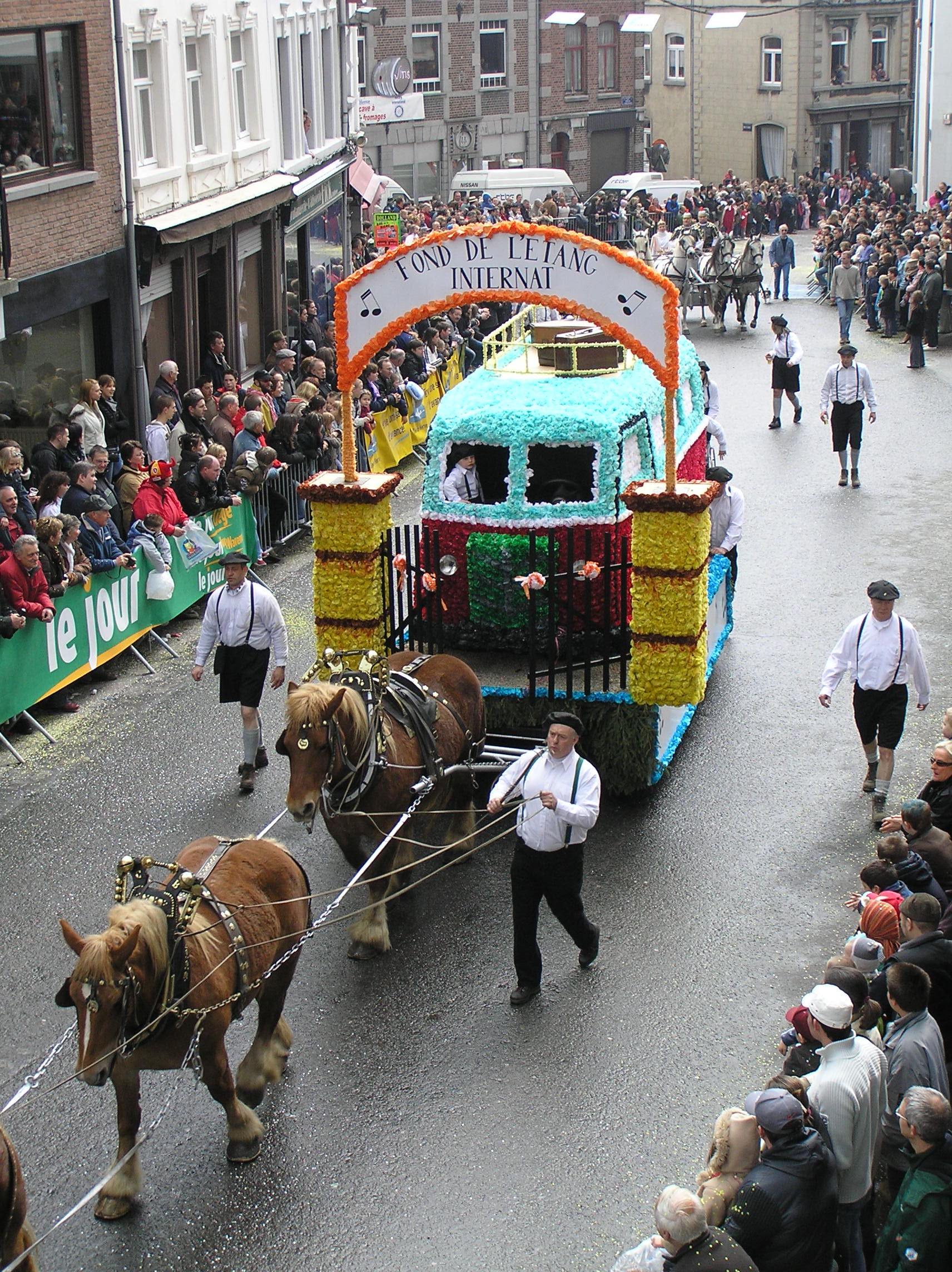
La Cavalcade
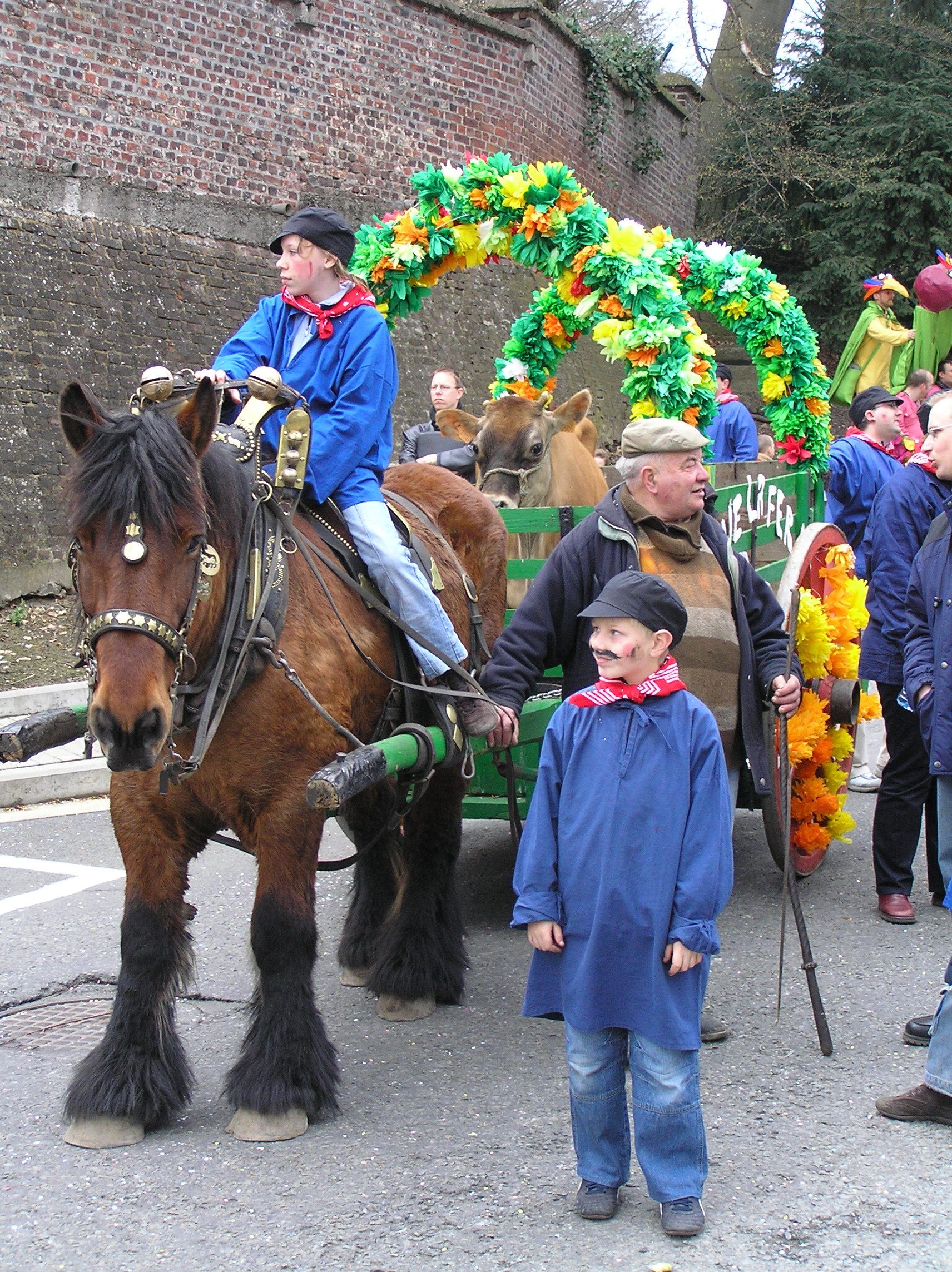
La Cavalcade
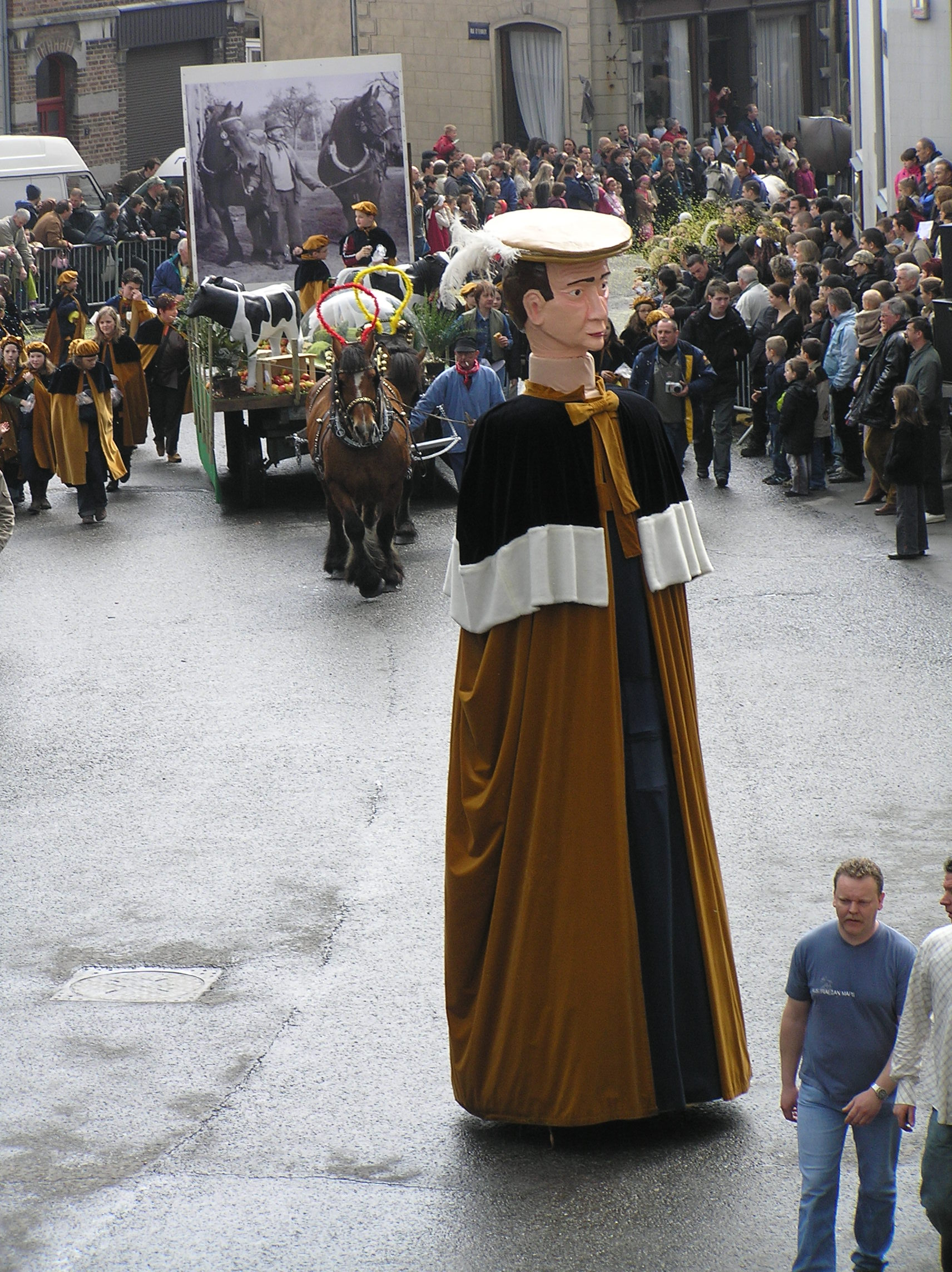
La Cavalcade
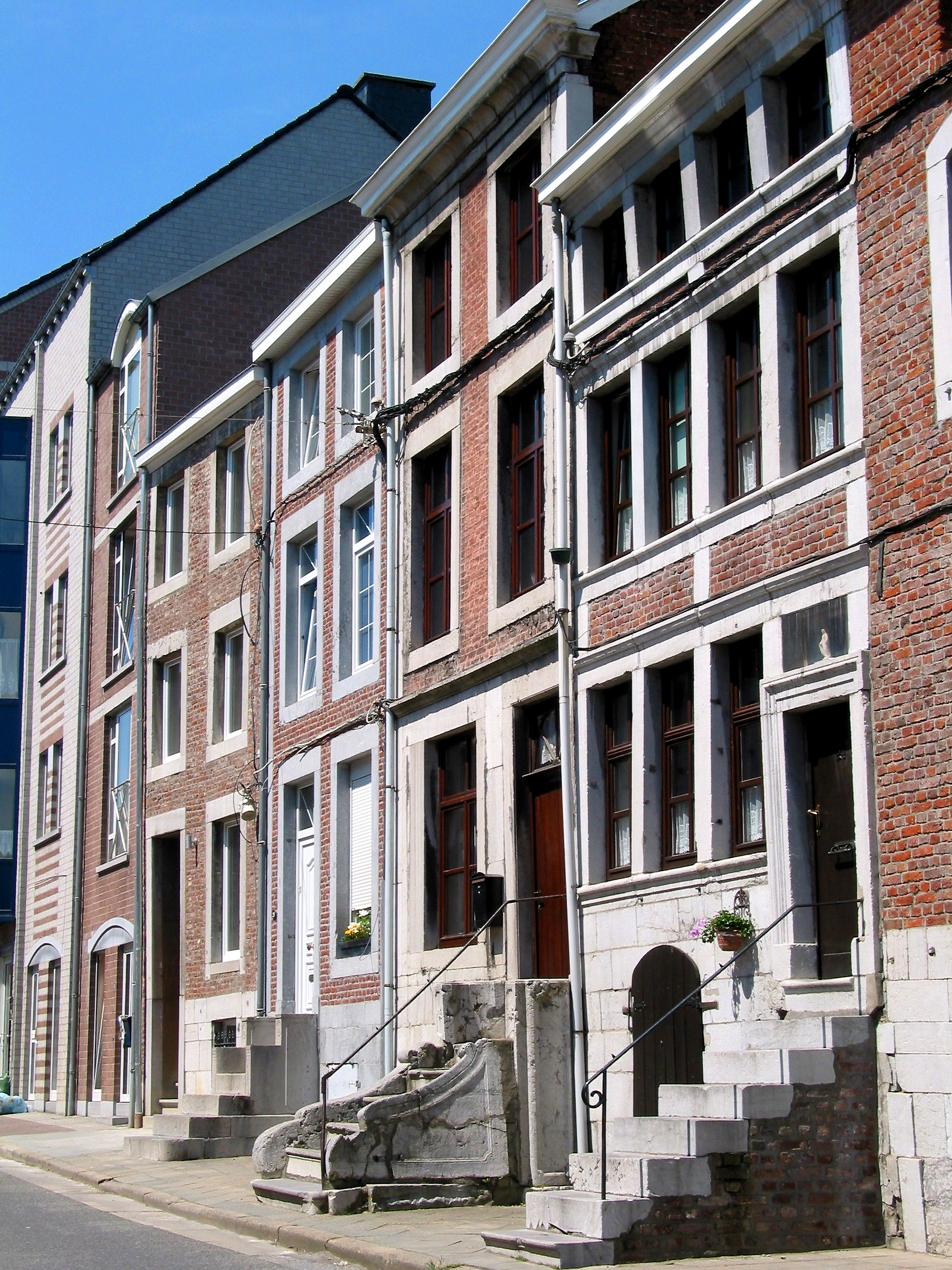
Case tipiche in Rue Jardon